# Конкані
Конкані (деванагарі: कोंकणी; латинська абетка: Konknni; каннада: ಕೊಂಕಣಿ; малаялам: കൊങ്കണി; IAST: koṃkaṇī) — індоарійська мова, що належить до індоєвропейської родини мов і поширена на західному узбережжі Індії (регіон Конкан). Має приблизно 7,6 мільйонів носіїв, що розмовляють двома мовами-варіантами — конкані та гомантакі.
Конкані є найпівденнішою з індоарійських мов Індії. Спорідненими до конкані є мови маратхі та гуджараті, існує деяка подібність із гінді. Багато слів конкані дуже близькі за звучанням до бенгальської та орія.
На відміну від багатьох мов Індії, конкані не має власної писемності. Для запису конкані використовуються писемності інших регіональних мов, в залежності від місця проживання носіїв. Офіційною визнана писемність деванагарі.
Конкані є офіційною мовою штату Гоа та занесена до списку офіційних мов Індії.

## Лінгвістична характеристика
Конкані має розвинену морфологію і синтаксис.
Особливою рисою конкані є використання численних евфемізмів і метафор:
| Слово     | Евфемізм/Метафора                      | Дослівне значення |
| --------- | -------------------------------------- | ----------------- |
| Ashru     | Dukkh (Dukkh — смуток, скорбота)       | Сльози            |
| Mhataro   | Janato (Janato — той, хто знає більше) | Старий            |
| Shakahari | Shivrak (з санскриту «shravaka» Джайн) | Вегетаріанець     |

### Лексика
Майже 95 % лексики конкані походять із санскриту, хоча є чимало слів дравідського походження (наприклад, конкані «писати» — «baray» (बरय) з каннада «bare» (ಬರೇ)). Більшість лексики конкані санскритського походження рідко вживається в інших арійських мовах (наприклад, мовою конкані «йти» — «vach» (वच) походить з санскритського अच्, тоді як в інших арійських мовах використовується «ja»). Мова конкані зазнала особливо помітного впливу маратхі, каннада, урду та португальської.

### Фонологія
Мова конкані є ні тональною, ні ізохронічною — як і в інших індоарійських мовах, в конкані існує відмінність між довгими та короткими голосними; склади з довгими голосними вимовляються як наголошені.
Конкані має 19 основних голосних (і стільки ж довгих відповідників), 36 приголосних, 5 напівголосних, 3 сибілянти, придихальні та багато дифтонгів. Характерною рисою конкані є наявність різних типів носових звуків.
Фонетичні відмінності від інших мов Індії, більшість з яких мають від п'яти до семи основних голосних (виключаючи довгі голосні та дифтонги), призводить до труднощів у запису конкані при використанні існуючих шрифтів Індії.

#### Голосні
| Передні                                         | Ненапружені переднього ряду                           | Середні                                               | Ненапружені заднього ряду                             | Задні                                                 |                                                       |
| Високого піднесення                             | \| i • • u ɪ • ʊ e • • ɵ • o ɛ • ʌ • ɔ æ ɐ a • • ɒ \| | \| i • • u ɪ • ʊ e • • ɵ • o ɛ • ʌ • ɔ æ ɐ a • • ɒ \| | \| i • • u ɪ • ʊ e • • ɵ • o ɛ • ʌ • ɔ æ ɐ a • • ɒ \| | \| i • • u ɪ • ʊ e • • ɵ • o ɛ • ʌ • ɔ æ ɐ a • • ɒ \| | \| i • • u ɪ • ʊ e • • ɵ • o ɛ • ʌ • ɔ æ ɐ a • • ɒ \| |
| Ненапружений високого п.                        | \| i • • u ɪ • ʊ e • • ɵ • o ɛ • ʌ • ɔ æ ɐ a • • ɒ \| | \| i • • u ɪ • ʊ e • • ɵ • o ɛ • ʌ • ɔ æ ɐ a • • ɒ \| | \| i • • u ɪ • ʊ e • • ɵ • o ɛ • ʌ • ɔ æ ɐ a • • ɒ \| | \| i • • u ɪ • ʊ e • • ɵ • o ɛ • ʌ • ɔ æ ɐ a • • ɒ \| | \| i • • u ɪ • ʊ e • • ɵ • o ɛ • ʌ • ɔ æ ɐ a • • ɒ \| |
| Високо-середнє п.                               | \| i • • u ɪ • ʊ e • • ɵ • o ɛ • ʌ • ɔ æ ɐ a • • ɒ \| | \| i • • u ɪ • ʊ e • • ɵ • o ɛ • ʌ • ɔ æ ɐ a • • ɒ \| | \| i • • u ɪ • ʊ e • • ɵ • o ɛ • ʌ • ɔ æ ɐ a • • ɒ \| | \| i • • u ɪ • ʊ e • • ɵ • o ɛ • ʌ • ɔ æ ɐ a • • ɒ \| | \| i • • u ɪ • ʊ e • • ɵ • o ɛ • ʌ • ɔ æ ɐ a • • ɒ \| |
| Середнє п.                                      | \| i • • u ɪ • ʊ e • • ɵ • o ɛ • ʌ • ɔ æ ɐ a • • ɒ \| | \| i • • u ɪ • ʊ e • • ɵ • o ɛ • ʌ • ɔ æ ɐ a • • ɒ \| | \| i • • u ɪ • ʊ e • • ɵ • o ɛ • ʌ • ɔ æ ɐ a • • ɒ \| | \| i • • u ɪ • ʊ e • • ɵ • o ɛ • ʌ • ɔ æ ɐ a • • ɒ \| | \| i • • u ɪ • ʊ e • • ɵ • o ɛ • ʌ • ɔ æ ɐ a • • ɒ \| |
| Низько-середнє п.                               | \| i • • u ɪ • ʊ e • • ɵ • o ɛ • ʌ • ɔ æ ɐ a • • ɒ \| | \| i • • u ɪ • ʊ e • • ɵ • o ɛ • ʌ • ɔ æ ɐ a • • ɒ \| | \| i • • u ɪ • ʊ e • • ɵ • o ɛ • ʌ • ɔ æ ɐ a • • ɒ \| | \| i • • u ɪ • ʊ e • • ɵ • o ɛ • ʌ • ɔ æ ɐ a • • ɒ \| | \| i • • u ɪ • ʊ e • • ɵ • o ɛ • ʌ • ɔ æ ɐ a • • ɒ \| |
| Ненапружений низького п.                        | \| i • • u ɪ • ʊ e • • ɵ • o ɛ • ʌ • ɔ æ ɐ a • • ɒ \| | \| i • • u ɪ • ʊ e • • ɵ • o ɛ • ʌ • ɔ æ ɐ a • • ɒ \| | \| i • • u ɪ • ʊ e • • ɵ • o ɛ • ʌ • ɔ æ ɐ a • • ɒ \| | \| i • • u ɪ • ʊ e • • ɵ • o ɛ • ʌ • ɔ æ ɐ a • • ɒ \| | \| i • • u ɪ • ʊ e • • ɵ • o ɛ • ʌ • ɔ æ ɐ a • • ɒ \| |
| Низьке п.                                       | \| i • • u ɪ • ʊ e • • ɵ • o ɛ • ʌ • ɔ æ ɐ a • • ɒ \| | \| i • • u ɪ • ʊ e • • ɵ • o ɛ • ʌ • ɔ æ ɐ a • • ɒ \| | \| i • • u ɪ • ʊ e • • ɵ • o ɛ • ʌ • ɔ æ ɐ a • • ɒ \| | \| i • • u ɪ • ʊ e • • ɵ • o ɛ • ʌ • ɔ æ ɐ a • • ɒ \| | \| i • • u ɪ • ʊ e • • ɵ • o ɛ • ʌ • ɔ æ ɐ a • • ɒ \| |
| i • • u ɪ • ʊ e • • ɵ • o ɛ • ʌ • ɔ æ ɐ a • • ɒ |                                                       |                                                       |                                                       |                                                       |                                                       |

Однією з відмінних рис фонології конкані є використання голосного середнього ряду високо-середнього піднесення ɵ замість шва, що вживається в гінді та маратхі.
У той час як у більшості індійських мов використовується лише один з трьох передніх голосних, що представлений в деванагарі графеми ए (IPA:e), в конкані використовуються три: e, ɛ та æ.
Ненапружений неогублений голосний переднього ряду низького піднесення (æ) в конкані відрізняється від стандартного визначення IPA. Він утворюється між ɛ та æ, і вимовляється трохи довше æ. Стандартна вимова æ зустрічається лише в запозиченнях.

#### Приголосні
Приголосні в конкані ідентичні до приголосних у маратхі.
|                  | Губні | Зубні | Альвеолярні | Ретрофлексивні | Альвеопалатальні | Велярні | Глоткові |
| ---------------- | ----- | ----- | ----------- | -------------- | ---------------- | ------- | -------- |
| Глухі проривні   | p pʰ  | t̪ t̪ʰ  |             | ʈ ʈʰ           | cɕ cɕʰ           | k kʰ    |          |
| Дзвінкі проривні | b bʱ  | d̪ d̪ʱ  |             | ɖ ɖʱ           | ɟʑ ɟʑʱ           | ɡ ɡʱ    |          |
| Глухі фрикативні |       |       | s           |                | ɕ                |         | h        |
| Носові           | m mʰ  | n̪ n̪ʰ  |             | ɳ ɳʰ           | ɲ                | ŋ       |          |
| Плавні           | ʋ ʋʰ  |       | l ɾ lʰ ɾʰ   | ɭ ɽ            | j                |         |          |

## Географічне поширення
Конкані поширена насамперед на західному узбережжі Індії, що називається Конкан і включає узбережжі штату Махараштра, Гоа, округи Південна та Північна Канарія в штаті Карнатака, а також окремі райони штату Керала. У кожному регіоні існує власний діалект, стиль вимови, лексика, тонові відмінності, а в деяких випадках помітні відмінності в граматиці. Мовою конкані розмовляють меншини в інших районах Карнатаки. Незначна кількість носіїв конкані проживає в північній Індії.
Багато мовців конкані мешкає за межами Індії, включаючи експатріантів та громадян інших країн. Кількість таких мовців точно невідома.
Конкані займає 15 місце за кількістю носіїв в списку офіційних мов Індії.
За даними Департаменту перепису населення Індії, 1991 року кількість мовців конкані становила 1 760 607 осіб (0,21 % населення країни). З них 602 606 проживало в Гоа, 706 397 в Карнатаці, 312 618 в Махараштрі та 64 008 в Кералі.
За оцінками на 2001 рік, мовою конкані послуговувалося 2 489 015 осіб.
За оцінками, наведеними на сайті Ethnologue, мовою конкані розмовляють 7,6 мільйонів чоловік.

## Історія

### Походження мови
Конкан є вузькою смужкою землі між хребтом Сахаядрі та західним узбережжям Індостану. Конкані розвинулася саме в цьому регіоні, переважно в районі Гомантак (сучасне Гоа).
Існує дві гіпотези щодо походження мови: За першою версією, прамовою щодо конкані була мова брагманів з касти Сарасват, які жили вздовж берегів річки Сарасваті та пізніше примігрували в районі Гомантак. Вони принесли з собою власний діалект саурасені (варіант пракриту), який з часом розвинувся у сучасну конкані.
За іншою гіпотезою, конкані є санскритизованою версією мови, якою розмовляло плем'я кокні. Зараз ці племена проживають на півночі Махараштри та в південному Гуджараті, однак спочатку вони могли жити в Конкані. Арії, що прийшли в конкан, перейняли мову і додали в нього різні пракритські та санскритські слова.

### Ранній період
Спочатку мова конкані в Гоа мала сильні позиції. Існує версія, що писемність брахмі, з якої згодом постав шрифт деванагарі, могла використовуватися для запису конкані, але згодом вийшла з ужитку. Водночас не існує доказів, що підтверджують цю гіпотезу.
У 1300-х роках розвиток маратхі та доступність релігійних та художніх творів цією мовою призвели до вживання її для релігійних потреб багатьма індуїстами в Гоа. До приходу португальців, конкані існувала у цьому регіоні лише як розмовна мова.
В інших громадах розвивалися власні діалекти конкані. Зокрема, в результаті змішаних шлюбів між арабськими моряками та місцевим населенням, а також переходу індуїстів до ісламу, з'явилися мусульманські конканомовні громади в Ратнагірі та Бхакталі.
Інший громадою мігрантів, яка перейняла конкані були Сіддім — моряки-воїни з Ефіопії.

### Португальське панування
Прибуття європейців призвело до значних змін мовної ситуації в регіоні — дробленню конкані на численні регіональні діалекти та ізоляції між індуїстами та християнами.

#### Міграція населення
Релігійна політика португальців, спрямована на навернення населення в християнство, змусила багатьох носіїв мови покинути Гоа та переїхати в сусідні регіони. Певна кількість конкані проживала в сусідніх районах до прибуття європейців, а також емігрувала з економічних причин. Однак основною причиною міграції було португальське панування в Гоа.
В результаті міграції конкані, що тривала 500 років, мова поширилася в Канарія (прибережна частина Карнатаки), Кокан-Патті (узбережжі конканської частини Махараштри) та Керали.
Мова поширювалася з трьома хвилями міграції індуїстів та християн. Перша відбулася в перші роки португальського правління та під час інквізиції 1560 року. Друга — під час війни 1571 року з султаном Біджапур. Третя хвиля міграції відбулася під час воєн з маратхі 1683–1740 років. За часів першої хвилі від релігійних переслідувань тікали переважно індуїсти, друга та третя війни призвели до міграції переважно християнського населення.
Громади мігрантів росли у відносній ізоляції одна від одної, тому в кожній з них розвинувся свій власний діалект. Оскільки громади були змушені щоденно взаємодіяти з місцевими мовами, в діалектах конкані помітно сильний вплив місцевих мов, що виявляється в писемності, лексиці та стилі.

#### Адміністративне регулювання
На початку ери португальської колонізації, християнські місіонери усвідомили важливість ведення проповідей місцевими мовами, і тому перекладали християнську літературу на конкані, а іноді і на маратхі. Найвизначнішим з місіонерів, які зробили внесок у розвиток конкані, був англійський єзуїт Томас Стефенс.
Проте вже 1684 року португальська адміністрація заборонила використання місцевих мов на своїх індійських територіях. Португальська мова повинна була використовуватися не лише в офіційних ситуаціях, але й у повсякденному спілкуванні, включаючи спілкування вдома і на базарах. Цей крок був зроблений для знищення індуїстської релігійної освіти, середовищем для якої були місцеві мови. Португальці також хотіли розірвати зв'язок між новонаверненими християнами і їхньою старою культурою.
Запровадження португальської як офіційної мови призвело до поступового занепаду конкані — на відміну від більшості мов Індії, ця мова не мала жодної державної підтримки.

#### Релігійні відмінності
Багатовікові контакти між народами маратхі та конкані привели до двомовності серед конкані-індуїстів, яке закріпилося в результаті довгого використання індуїстами Гоа маратхі як літературної мови і мови літургії.
Вищі верстви християнського населення використовували конкані лише для спілкування з нижчими класами та біднотою. Мовою вищих верств суспільства та мовою релігійних потреб була португальська, яка чинила помітний вплив на конкані, особливо в християнських громадах.
Географічне, соціальне та релігійне дроблення як в самому Гоа, так і в громадах мігрантів призвело до утворення великої кількості діалектів. У Махараштре для запису мови стала використовуватися писемність деванагарі, в той час як мігранти в Карнатаці писали шрифтом каннада.

### Відродження
Використання португальської мови як офіційної в середовищі християн, переважання маратхі серед індуїстів, поділ народу за релігійною ознакою та адміністративні обмеження призвели до занепаду мови.
Рух за об'єднання всіх конкані незалежно від касти та релігійної приналежності було розпочато письменником та громадським діячем Ваманом Рагхунатхом Варде Валаулікаром, більш відомим як Шеной Гоембаб (1877–1946). Він бачив цей рух не просто як націоналістичний рух проти португальського панування, але також проти домінування мови маратхі над конкані.
Гоембаб діяв практично сам, опублікувавши велику кількість книг мовою конкані. Він вважається основоположником сучасної конканської літератури. Річниця його смерті, 9 квітня, святкується як Світовий День конкані (Viswa Konknni Dis).

### Після здобуття незалежності
Після здобуття Індією незалежності була розпочата адміністративна реформа, метою якої була реорганізація штатів за мовною ознакою. У зв'язку з цим, з'явилися вимоги з боку маратхі приєднати Гоа до штату Махараштра, що призвело до інтенсивних дебатів в Гоа щодо політичної незалежності та статусу конкані в разі об'єднання.
У результаті проведеного 1967 року плебісциту Гоа залишився незалежним штатом. Водночас, англійська, гінді та маратхі продовжували залишатися пріоритетними мовами офіційного спілкування, в той час як конкані було відтиснуто на другий план.

### Визнання офіційною мовою
Багато діячів маратхі наполягали, що конкані є діалектом мови маратхі. Питання про статус мови було винесено на розгляд сахітья Академі (Індійської Державної Літературної Академії), яка призначила комісію експертів-мовознавців для проведення дискусії. 26 лютого 1975 року, після ґрунтовного розгляду питання, комітет дійшов висновку, що конкані є незалежною та літературною мовою.
1986 року прихильники конкані почали компанію з надання мові офіційного статусу. У деяких випадках протистояння противників та прихильників призводило до кровопролиття — шість активістів руху загинули.
4 лютого 1987 року, Законодавчі Збори Гоа прийняли «Закон про офіційні мови», за яким конкані стала офіційною мовою штату Гоа.
31 серпня 1992 року було прийнято 71-а поправку до Конституції Індії, що включала конкані до списку офіційних мов країни.

## Писемність
Для запису конкані використовується чимало систем письма. Ймовірно, спочатку використовувалася писемність брахмі, що до теперішнього часу вийшла з ужитку.
Офіційною писемністю в Гоа є деванагарі.
У Гоа популярна латинська абетка. Серед конканського населення Карнатаки використовується писемність каннада. Громади конкані в районі Кочина та Кожікоде в штаті Керала використовують письмо малаялам. Конканці-мусульмани, що проживають в прибережних районах Махараштри та Бхаткал Талука в Карнатаці, використовують для запису конкані арабську писемність.
| IPA    | Модифікований деванагарі | Стандартний деванагарі | Латиниця | Каннада | Малаялам | Арабський алфавіт |
| ------ | ------------------------ | ---------------------- | -------- | ------- | -------- | ----------------- |
| /ɵ/    | अ                        | अ                      | o        | ಅ/ಒ     | അ        | ?                 |
| /aː/   | आ                        | आ                      | a        | ಆ       | ആ        | ?                 |
| /i/    | इ                        | इ                      | i        | ಇ       | ഇ        | ?                 |
| /iː/   | ई                        | ई                      | i        | ಈ       | ഈ        | ?                 |
| /u/    | उ                        | उ                      | u        | ಉ       | ഉ        | ?                 |
| /uː/   | ऊ                        | ऊ                      | u        | ಊ       | ഊ        | ?                 |
| /e/    | ए                        | ए                      | e        | ಎ       | എ        | ?                 |
| /ɛ/    | ऍ                        | ए                      | e        | ಎ       | ഏ        | ?                 |
| æ      | -                        | ए                      | /e/      | ಎ або ಐ | ഐ        | ?                 |
| /ɵi/   | ऐ                        | ऐ                      | ai/oi    | ಐ       | ഐ        | ?                 |
| /o/    | ओ                        | ओ                      | o        | ಒ       | ഒ        | ?                 |
| /ɔ/    | ऑ                        | ओ                      | o        | ಒ       | ഓ        | ?                 |
| /ɵu/   | औ                        | ಔ                      | au/ou    |         | ഔ        | ?                 |
| /ⁿ/    | अं                        | अं                      | om/on    | ಅಂ       | അം        | ?                 |
| /k/    | क                        | क                      | k        | ಕ್       | ക്        | ک                 |
| /kʰ/   | ख                        | ख                      | kh       | ಖ್       | ഖ്        | که                |
| /ɡ/    | ग                        | ग                      | g        | ಗ್       | ഗ്        | گ                 |
| /ɡʱ/   | घ                        | घ                      | gh       | ಘ್       | ഘ്        | گه                |
| /ŋ/    | ङ                        | ंग                      | ng       | ಙ       | ങ്        | ڭ                 |
| /ts/   | च़                        | च़                      | č        | ಚ್       | ത്സ്       | څ                 |
| /tʃ/   | च                        | च                      | c        | ಚ್       | ച്        | چ                 |
| /tsʰ/  | छ़                        | छ़                      | čh       | ?       | ?        | څه                |
| /tʃʰ/  | छ                        | छ                      | ch       | ಛ್       | ഛ്        | چه                |
| /dz/   | ज़                        | ज़                      | ǰ        | ಜ       | ?        | ځ                 |
| /dʒ/   | ज                        | ज                      | j        | ಜ್       | ജ്        | ج                 |
| /dzʱ/  | झ़                        | झ़                      | ǰh       | ಝ್       | ?        | ځه                |
| /dʒʱ/  | झ                        | झ                      | jh       | ಝ್       | ഝ്        | جه                |
| /ɲ/    | ञ                        | ञ                      | nh       | ಞ       | ഞ്        | ڃ                 |
| /ʈ/    | ट                        | ट                      | tt       | ಟ್       | ട്        | ټ                 |
| /ʈ ʰ/  | ठ                        | ठ                      | tth      | ಠ್       | ഠ്        | ټه                |
| /ɖ/    | ड                        | ड                      | dd       | ಡ್       | ഡ്        | ډ                 |
| / ɖ ʱ/ | ढ                        | ढ                      | ddh      | ಢ್       | ഢ്        | ډه                |
| /ɳ/    | ण                        | ण                      | nn       | ಣ್       | ണ്        | ڼ                 |
| /t̪/    | त                        | त                      | t        | ತ್       | ത്        | ت                 |
| /t̪ ʰ/  | थ                        | थ                      | th       | ಥ್       | ഥ്        | ته                |
| /d̪/    | द                        | द                      | d        | ದ್       | ദ്        | د                 |
| /d̪ ʱ/  | ध                        | ध                      | dh       | ಧ್       | ധ്        | ده                |
| /n/    | न                        | न                      | n        | ನ್       | ന്        | ن                 |
| /p/    | प                        | प                      | p        | ಪ್       | പ്        | پ                 |
| /f/    | फ़                        | फ                      | f        | ಫ್       | ?        | ف                 |
| /b/    | ब                        | ब                      | b        | ಬ್       | ബ്        | ب                 |
| /m/    | म                        | म                      | m        | ಮ್       | മ്        | م                 |
| /j/    | य                        | य                      | i/e/ie   | ಯ್       | യ്        | ې                 |
| /ɾ/    | र                        | र                      | r        | ರ್       | ര്        | ر                 |
| /l/    | ल                        | ल                      | l        | ಲ್       | ല്        | ل                 |
| /ʃ/    | श                        | श                      | x        | ಶ್       | ഷ്        | ش                 |
| /ʂ/    | ष                        | ष                      | x        | ಷ್       | ശ്        | ?                 |
| /s/    | स                        | स                      | s        | ಸ್       | സ്        | س                 |
| /ɦ/    | ह                        | ह                      | h        | ಹ್       | ഹ്        | ?                 |
| /ɭ/    | ळ                        | ळ                      | ll       | ಳ್       | ള്        | ?                 |
| /ʋ/    | व                        | व                      | v        | ವ್       | വ്        | ڤ                 |

## Діалекти
Незважаючи на порівняно невелику кількість носіїв, конкані має дуже багато діалектів, щодо яких існують різні варіанти класифікації.

### Класифікація Нараяна Говінда Калекара
Каленкар поділяє діалекти конкані на три великі групи на основі історії та культурних зв'язків їхніх носіїв:
- Північна конкані — в районі Ратнагірі в Махараштрі, вплив маратхі.
- Центральна конкані — діалекти Гоа, вплив португальського мови і культури.
- Південна конкані — діалекти регіону Канарія в Карнатакі, вплив мов тулу і каннада.

### Класифікація Ethnologue (ISO)
У класифікації ISO 639-3, конкані (ISO 639-3:kok) ділиться на дві мови-діалекти:
- гоанська конкані (gom)
- Власне конкані (knn)

Діалекти, що наводяться на сайті Ethnologue:
- Діалекти власне конкані (knn): колабська агарі, парабхі (каястхі, Даманіят), колі, кірістав, дханагарі, бхандарі, тхакур, кархаді, сангамесварі, гаті, махара.
- Діалекти гоанської конкані (gom): стандартна конкані, бардескарі (гомантакі), сарасват брамін, куді, далді, чітпанаві, бангалор.

Споріднені мови/діалекти
Інші мови, що включені в конканську групу, але не розглядаються як діалекти конкані: каткарі (kfu), кукна (kex), пхудагі (phd), самведі (smv), варлам (vav).

## Сучасні проблеми
Останнім часом мова конкані зазнає ряд проблем, деякі з яких названо нижче:
- Розпад мови на різні, іноді досить віддалені діалекти.
- Вплив португальської мови та культури в Гоа, особливо на конкані-католиків.
- Сильний рівень двомовності конкані-маратхі серед конкані-індуїстів в Гоа та прибережних районах Махараштри.
- Посилення впливу урду в мусульманських громадах.
- Ворожість між різними релігійними групами та кастами — культура і мова другорядні по відношенню до релігії.
- Міграція конкані в інші частини Індії та за кордон.
- Відсутність можливостей вивчення конкані в школах та коледжах. Навіть у Гоа донедавна існувало мало конканомовних шкіл. Населення за межами ареалу розповсюдження конкані повністю відрізане від освіти рідною мовою.
- Чимало батьків воліють говорити з дітьми англійською мовою, мовляв, щоб допомогти їм краще оволодіти англійською в школі.

Деякі організації докладають зусиль для популяризації конкані. Визнання конкані з боку Сахітья Академі та запровадження щорічної літературної премії підвищило інтерес до конканської літератури.
Деякі організації, наприклад організована Бхашья Мандалі 1939 року в Бомбеї Konkan Daiz Yatra, і молодша Vishwa Konkani Parishad докладають зусиль з метою подолання релігійних та соціальних протиріч серед конкані.

### Багатомовність
Згідно з даними Департаменту перепису населення Індії, для носіїв конкані характерний високий рівень багатомовності. За даними перепису 1991 року, 74,20 % конкані знали дві мови, а 44,68 % — три (середня по країні — 19,44 % та 7,26 %, відповідно). Таким чином, конкані є найбільш багатомовною громадою Індії.
Така ситуація пояснюється тим, що в більшості районів конкані як правило були меншістю та змушені були знати місцеві мови. Іншою причиною двомовності була відсутність шкіл, в яких конкані викладався б до якості першої або другої мови.

### Питання мова/діалект
У середовищі маратхі побутує думка, що конкані є діалектом мови маратхі, а не окремою мовою.
Як аргументи наводяться докази історичного характеру, близька схожість між маратхі та конкані, географічна близькість Гоа та Махараштри, сильний вплив маратхі на поширені в Махараштрі діалекти конкані, (наприклад, малвані), передбачуваний брак літератури мовою конкані та високий рівень двомовності серед конкані-індуїстів.
Хосе Перейра в опублікованій 1971 року праці  «Konkani — A Language: A History of the Konkani Marathi Controversy»  цитує есе Джона Лейдена про індійські мови, опубліковане 1807 року, як одне з джерел полеміки про статус мови, де конкані розглядається як один з діалектів Махараштри.
Ця думка була повторена англійським мовознавцем Джорджем Грірсоном, чиє дослідження про мовах Індії «The Linguistic Survey of India» довгий час розглядалося іншими вченими, як достовірне джерело цитування. У своїй книзі Грірсон розділив прибережні діалекти Махараштри (округу Бомбей) та діалекти Гоа як дві різні мови. Конкані прибережних районів Махараштри він назвав діалектом маратхі, а не діалектом гоанської конкані. Водночас, на його думку, гоанська конкані також була діалектом маратхі, оскільки релігійна література, що використалася індуїстами Гоа, писалася не мовою конкані, а на маратхі. Думка Грірсона про гоанську конкані була заснована не на лінгвістичних даних, а на факті диглосії в Гоа.
1966 року було видано працю «The Formation of Konkani». У ній з використанням сучасних методів історичної та компаративної лінгвістики було досліджено шість типових діалектів конкані. Було показано, що формування конкані проходило відмінним шляхом, ніж маратхі.

### Уніфікація писемності та діалектів
Використання різних систем письма та діалектні відмінності є перешкодою в об'єднанні конкані. Рішення про використання деванагарі як офіційної писемності та діалекту Антруз зустрілися з протидією як у Гоа, так і за його межами.
Критики заперечували, що антрузький діалект незрозумілий для більшості гоанців, не кажучи про інші громадах конкані, в деванагарі поступається за популярністю латиниці в Гоа та письму каннада на узбережжі Карнатаки.
Помітну роль серед критиків відігравали гоанські католики, які підтримували відродження конкані в 1986–1987 і довгий час використовували латиницю, включаючи видання літератури. Вони вимагали надання латиниці рівного статусу з деванагарі.
У Карнатаці, де проживає найбільша кількість представників народу конкані, організації та активісти домагалися права використання писемності каннада замість деванагарі при викладанні конкані в місцевих школах.
Останнім часом жодна писемність чи діалект не є зрозумілими або прийнятними для всіх груп. Для досягнення консенсусу в цьому питанні не робиться серйозних зусиль. Відсутність стандартного, прийнятного для всіх, діалекту призводить до того, що у багатьох випадку конкані спілкуються між собою іншими мовами.

## Організації та установи
Існують численні організації, що об'єднують конкані та займаються підтримкою мови, як на рівні громад, так і на державному рівні. 1978 року був заснований Загальноіндійський паришад конкані, метою якого було створення базової організації для всіх конканських громад. 11 вересня 2005 року була заснована організація Vishwa Konkani Parishad, метою якої є створення загальної та плюралістичної зонтичної організації, що об'єднує конкані у всьому світі.
Деякі організації, пов'язані з конкані:
- Konkani Bhasha Mandal, Мумбаї
- Konkani Triveni Kala Sangam, Мумбаї
- Thomas Stephens Konknni Kendr
- World Konkani Centre — Культурний та мовний центр, який планується в Бангалорі
- Konkani Bhas Ani Sanskriti Pratistan (Мовний та культурний фонд конкані) — організація, яка будує World Konkani Centre
- Goa Konkani Akademi (GKA)
- Dalgado Konkani Academy
- Karnataka Konkani Sahithya Academy
- Konkani Ekvott — організація об'єднавчого характеру для різних установ конкані в Гоа.
- Vishwa Konkani Sammelan (МРОВ конвенція конкані) — прийнята 1995 року
- Konkan Daiz Yatra — найстаріша організація, заснована 1939 року в Мумбаї.